# 29402 Обелікс
29402 Обелікс (29402 Obelix) — астероїд головного поясу, відкритий 14 жовтня 1996 року.
Тіссеранів параметр щодо Юпітера — 3,209.